# Mesorhabditis acris
Mesorhabditis acris är en rundmaskart. Mesorhabditis acris ingår i släktet Mesorhabditis och familjen Rhabditidae. Inga underarter finns listade i Catalogue of Life.